# 巴黎大区系统竞争力集群
法国“巴黎大区系统竞争力集群”（法语：SYSTEM@TIC PARIS-REGION）成立于2005年，致力于复杂系统的研究工作。
现有大型企业分支机构100个，中小企业210家，研究实验室80所，出资支持的地方部门15个。
该集群的研发工作围绕五大主题：
- 电信;
- 安全与国防;
- 汽车和运输;
- 设计工具和系统开发;
- 自由软件。

在最初的两年内，该集群推出了78个研究项目，投资金额达4.53亿欧元，分别来自法国国家（1.76亿欧元）、法国科研署，法国创新署和地方当局。
2007年7月5日，在“法国国土规划和发展部跨部门委员会”（CIADT）领导下，“巴黎大区系统竞争力集群”开始支持自由软件开发计划。